# Sommer-Paralympics 2016/Teilnehmer (Kirgisistan)
| stlisierte Goldmedaille | stlisierte Silbermedaille | stlisierte Bronzemedaille |
| ----------------------- | ------------------------- | ------------------------- |
| —                       | —                         | —                         |

Kirgisistan entsendete zu den Paralympischen Sommerspielen 2016 in Rio de Janeiro drei Sportler, die in zwei Bewerben antraten.

## Teilnehmer nach Sportart

### Leichtathletik
- Arystanbek Bazarkulov, Kugelstoßen F34, 9. Platz
- Arystanbek Bazarkulov, Speerwurf F34, 9. Platz

### Powerlifting (Bankdrücken)
- Esen Kaliev, Bankdrücken -54 kg, 5. Platz
- Zhyrgalbek Orosbaev, Bankdrücken -107 kg, 6. Platz